# Kovariantní derivace
Kovariantní derivace je geometrický způsob derivování vektorových a tenzorových polí, při němž se využívá jejich paralelní přenos pomocí tzv. konexe. Základní vlastností kovariantního derivování je, že převádí tenzorová pole opět v tenzorová pole, což při obvyklém způsobu derivování neplatí.
Obyčejná parciální derivace vektorového pole v křivočarých souřadnicích nevyjadřuje objektivní změny vektorových a tenzorových polí, protože např. i konstantní vektorové pole bude mít v křivočarých souřadnicích proměnné složky a tedy nenulové parciální derivace svých komponent. Z toho důvodu je nutno použít patřičnou konexi a nejprve vektory přenést paralelně do jednoho společného bodu a pak teprve porovnávat jejich komponenty.